# Xylanas
Xylanaser är en grupp enzymer med möjlighet att klyva, hydrolysera, en typ av linjära polysackarider, beta-1,4-xylaner, till xylos. Xylan är en grupp hemicellulosor, och hemicellulosa är en stor beståndsdel i växters cellväggar. Detta gör att enzymerna spelar en stor roll för mikroorganismer som lever på växtmaterial. Xylanaser återfinns även i svampar där det också används för nedbrytning av växtmaterial till användbara näringsämnen. Enzymerna produceras över huvud taget inte hos däggdjur. De indelas i sidogruppsavspjälkande enzym och endoxylanaser. En del organismer har också exoxylanaser. Endoxylanaser används tekniskt i bland annat livsmedelsindustri och pappersindustri.